# میلادینووتسی (استان دوبریچ)
میلادینووتسی (به بلغاری: Miladinovtsi) یک منطقهٔ مسکونی در بلغارستان است که در شهرستان دوبریچکا واقع شده‌است.